# Insoupçonnable (téléfilm, 2011)
Cet article concerne le téléfilm français. Pour le téléfilm canadien, voir Insoupçonnable (téléfilm, 2012).
Pour les articles homonymes, voir Insoupçonnable.
Insoupçonnable  est un téléfilm français réalisé par Benoît d'Aubert et diffusé pour la première fois le 2 décembre 2011 sur France 2. 

## Synopsis
Valérie a tout pour plaire. Psychiatre, mère et épouse modèle, catholique engagée dirigeant la chorale de sa paroisse. Son mari Pierre, commissaire de police, est amené à enquêter sur une série de décès suspects frappant des hommes d'âge mûr, ayant tous un passé de pédophile ou d'époux violent. Parallèlement, Valérie est régulièrement harcelée par Abigaël, une adolescente qui lui rappelle ses "devoirs de mémoire". Mais Abigaël et Valérie ne seraient-elles pas les deux faces d'un même miroir?

## Contexte
Valérie Debroise, épouse Jourdan, est la fille de l'ancien maire emblématique de la commune, décédé alors qu'elle était adolescente. Elle préside une fondation qui porte son nom. Valérie reste pourtant très secrète sur son père et son décès, notamment auprès de sa propre fille qui lui pose des questions. 

## Fiche technique
- Scénario : Mikael Ollivier et Franck Thilliez
- Pays :  France
- Production : Monique Bernard-Beaumet
- Musique : Thibault Lefranc
- Durée : 95 minutes

## Distribution
- Cristiana Reali : Valérie Jourdan
- François Berléand : Pierre Jourdan
- Jade-Rose Parker : Abigaël
- Sophie de Fürst : Guillemette Jourdan
- Carole Franck : Hélène
- Nadia Fossier : Catherine Debroise
- Sara Martins : Julie
- Lannick Gautry : Marco
- Anna Gaylor : Denise
- Laurent Mouton : Brigadier Masson
- Julie Victor : Fred
- Frédéric Haddou : le légiste
- Bernard Allouf : André

## Tournage
Le tournage a eu lieu en décembre 2010 et janvier 2011

## Accueil critique
Le Point parle de « téléfilm émouvant et au suspense réussi » et salue les prestations de Cristiana Reali, qui « se glisse à merveille dans la peau de cette femme à la fois victime et meurtrière » et de François Berléand, « émouvant dans le rôle du mari amoureux et pudique ». Pour Le Figaro, Cristiana Reali y « trouve l'un des meilleurs rôles de sa carrière à la télévision ».

## Audience
Lors de sa diffusion le 2 décembre 2011 sur France 2, le téléfilm a réuni 3,83 millions de téléspectateurs en France, soit 14,2 % de part de marché.